# Mikenska kultura
Mikenska kultura je arheološka kultura brončanog doba u Grčkoj (oko 1600. pr. Kr. - 1100. pr. Kr.) koje pripada Heladskom razdoblju (3200. pr. Kr. - 1050. pr. Kr.) egejske kulture. Ime je dobilo prema arheološkom lokalitetu Mikeni, a glavna središta ove kulture su uglavnom na Peloponezu: Tirint i Arg, a pripadala su joj i druga mjesta u kopnenoj Grčkoj: Orhomen, Teba, Atena i Jolk.

## Osobitosti
Za razliku otmjenosti, otmjenosti i lakoći kojom odiše kretska kultura, mikenska kultura, odiše snagom, čvrstinom i stabilnošću. Mikenjani su uveli nekoliko inovacija u inženjerstvu, arhitekturi i vojnoj infrastrukturi, dok su u isto vrijeme trgovali širom Sredozemlja. No, Mikenjani su najpoznatiji po strogom hijerarhijskom društvenom i političkom uređenju dominantne ratničke elite koja je vladala iz povezane mreže utvrđenih gradova-država
Linear B, najstarije grčko pismo, je grafijski sustav koji se u drugoj polovici drugog tisućljeća pr. Kr. koristio za zapisivanje mikenskog grčkog jezika. Također, mikenski panteon uključuje nekoliko božanstava kasnije poznatih kao Olimpski bogovi.

### Umjetnost
U mikenskim grobnicama pronađene su mnoge dragocjenosti, među kojima: mačevi sa zlatom okovanim drškama, zlatni pehari, prstenje i ukrasi za odjeću i neobične zlatne posmrtne maske. Ovi predmeti od zlata ukrašeni su iskucavanjem sa stražnje strane čime su se naprijed dobili bogati reljefi (takozvana repoussé tehnika).
Bogate freske koje podsjećaju na lepršavost kretskih pronađene su u gradu Tirintu, a stilski razvoj slikarstva na vrčevima doveo je do pojave tzv. Palas stila kojeg karakterizira podjela površine vaze na nekoliko horizontalnih slojeva u koje se unose ornamenti ili slažu likovi u niz. Takva podjela vaza bit će osnova prvog stila grčke kulture, geometrijskog stila.

## Povijest
Mikenska kultura je slavno kao razdoblje starogrčke književnosti i mitologije, uključujući epove vezane za Trojanske ratove, Ilijadu i Odiseju.
Ponovljene invazije sjeverno-grčkog naroda Dorana dovelo je do uništenja Mikenske kulture, ali iz kaosa tzv. starogrčkog mračnog doba koji je nastupio (1200. pr. Kr. - 750. pr. Kr.) postupno su izronile malene države željeznog doba, svaka s gradom u središtu. Te malene države, kao što su Atena (polis), Sparta ili Korint, stvorile su visoku kulturu antičke Grčke.
U komunikacijama s egejskim područjem bila je ranobrončanodobna kultura iz Hrvatske, s gradine na Monkodonji. Postojala je u istom razdoblju kao mikenska kultura. U Monkodonji su na prvi put u Istri pronađeni ulomci posuda mikenske (brončanodobne) starosti. Monkodonja je bila važna točka u komunikacijama sjevernoga Jadrana sa srednjom Europom i s egejskim područjem. Zbog toga ju se naziva istarskom Mikenom.

## Poveznice
- Egejska umjetnost
- Minojska kultura
- Grčka mitologija
- Stara Grčka

## Vanjske poveznice
- Mikenska civilizacija (engl), Metropolitan muzej New York.
- Les citadelles mycéniennes (fr), Louis Godart, Sveučilište u Napulju.